# Spintkevers
De spintkevers (Scolytus) zijn een geslacht van kevers uit de familie snuitkevers. De wetenschappelijke naam van het geslacht werd in 1762 gepubliceerd door Étienne Louis Geoffroy.

## Soorten
- Scolytus abaensis
- Scolytus amygdali
- Scolytus angustatus Browne, 1970
- Scolytus aomoriensis
- Scolytus aratus
- Scolytus azerbaidzhanicus
- Scolytus betulae
- Scolytus butovitschi
- Scolytus carpini (Ratzeburg, 1837)
- Scolytus carveli Petrov & Mandelshtam, 2010
- Scolytus chelogaster
- Scolytus chikisanii
- Scolytus claviger
- Scolytus dahuricus
- Scolytus ecksteini
- Scolytus eichhoffi
- Scolytus ellipticus
- Scolytus ensifer
- Scolytus esuriens
- Scolytus fagi Walsh, 1867
- Scolytus fasciatus
- Scolytus frontalis
- Scolytus gretschkini
- Scolytus intricatus (Ratzeburg, 1837) – Eikenspintkever
- Scolytus jakobsoni
- Scolytus japonicus
- Scolytus jaroschewskii
- Scolytus kashmirensis
- Scolytus kirschii
- Scolytus kirshii
- Scolytus koenigi
- Scolytus koltzei
- Scolytus kononovi
- Scolytus kozikowskii
- Scolytus laevis
- Scolytus lindemani Petrov & Mandelshtam, 2010
- Scolytus major
- Scolytus mali (Bechstein & Scharfenberg, 1805) – Appelspintkever
- Scolytus morawitzi
- Scolytus mozolevskae Petrov & Mandelshtam, 2010
- Scolytus multistriatus (Marsham, 1802) – Kleine iepenspintkever
- Scolytus nakanei
- Scolytus nitidus
- Scolytus numidicus
- Scolytus nunbergi
- Scolytus orientalis
- Scolytus parviclaviger
- Scolytus pilosus
- Scolytus pomi
- Scolytus pubescens
- Scolytus pygmaeus (Fabricius, 1787) – Dwergiepenspintkkever
- Scolytus querci
- Scolytus rabaglii Smith & Cognato, 2013
- Scolytus ratzeburgii Janson, 1856 – Grote berkenspintkever
- Scolytus rugulosus (Müller, 1818) – Kleine vruchtboomspintkever
- Scolytus schevyrewi Semenov, 1902
- Scolytus scolytus (Fabricius, 1775) – Grote iepenspintkever
- Scolytus semenovi
- Scolytus shanhaiensis
- Scolytus sinopiceus
- Scolytus squamosus
- Scolytus stepheni Mandelshtam & Petrov, 2010
- Scolytus sulcifrons
- Scolytus tadzhikistanicus
- Scolytus triarmatus
- Scolytus trispinosus
- Scolytus vagabundus Petrov & Mandelshtam, 2010
- Scolytus varshalovitchi
- Scolytus ventrosus
- Scolytus woodi Petrov & Mandelshtam, 2010
- Scolytus yablonianus
- Scolytus zaitzevi